# دانيال تشونغ
دانيال تشونغ (بالإنجليزية: Daniel Chun)‏ هو كاتب سيناريو أمريكي، ولد في لوس أنجلوس، كاليفورنيا، الولايات المتحدة الأمريكية في 4 سبتمبر 1980، وهو مؤلف كرتون الدببة الثلاثة لكرتون نتورك.

## وصلات خارجية
- دانيال تشونغ على موقع IMDb (الإنجليزية)
- دانيال تشونغ على موقع ألو سيني (الفرنسية)
- دانيال تشونغ على موقع قاعدة بيانات الفيلم (الإنجليزية)
- دانيال تشونغ على موقع كينوبويسك (الروسية)